# Phyzelaphryne miriamae
Phyzelaphryne miriamae is een kikker uit de familie Eleutherodactylidae.
De wetenschappelijke naam werd voor het eerst gepubliceerd door William Ronald Heyer in 1977. In andere talen wordt de soort wel 'Miriam's kikker' genoemd. De soort is door Heyer vernoemd naar zijn vrouw, Miriam Heyer. Heyer noemde wel meer dieren naar zijn vrouw, zoals de skink Brachymeles miriamae.
Phyzelaphryne miriamae komt voor in delen van Zuid-Amerika en leeft endemisch in Brazilië. Vermoedelijk komt de kikker daarnaast ook in Bolivia maar dit is niet zeker. Het is een bodembewonende soort die leeft tussen de bladeren van de strooisellaag. Waarschijnlijk ontwikkelt de kikker zich direct uit het ei, zonder kikkervisjes-stadium. Er is verder weinig bekend over deze soort.
Adelophryne · 
Phyzelaphryne